# Boophis haematopus
A Boophis haematopus a kétéltűek (Amphibia) osztályába, a békák (Anura) rendjébe és az aranybékafélék (Mantellidae) családjába tartozó faj. Neve a latin haema (vér) és a pus (láb) szavak összetételével élénk vörös színű ujjaira és tenyerére utal.

## Előfordulása
A faj Madagaszkár endemikus faja. A sziget délkeleti csúcsán 200–400 m-es magasságban honos.

## Megjelenése
Kis termetű békafaj. A hímek testhossza 25–28 mm. Háti bőre sima, márványos barna vagy szürkés, apró vörös pettyekkel. Hasa fehér, combjának hasi oldala fehér, lábszára, lába, lábfeje, úszóhártyái mély vörösek. 